# Tom and Jerry: Spy Quest
Tom and Jerry: Spy Quest là một phim hoạt hình Mỹ dựa trên Tom và Jerry, được sản bởi Warner Bros. Animation. Đây là nỗ lực đầu củaJonny Quest sau khi William Hanna và Joseph Barbera mất Ban đầu phim được phát hành kỹ thuật số vào ngày 9 tháng 6 năm 2015, tiếp theo DVD phát hành vào ngày 23 tháng 6 năm 2015.

## Phân vai
- Joe Alaskey vai Droopy
- Eric Bauza vai Dr. Benton Quest
- Spike Brandt và Spike
- Tia Carrere vai Jezebel Jade
- Michael Hanks vai Race Bannon
- Reese Hartwig vai Jonny Quest
- Greg Ellis vai Tin
- Jess Harnell vai Pan
- Richard McGonagle vai Alley
- Arnie Pantoja vai Hadji
- James Hong vai Dr. Zin
- Grey DeLisle vai Carol
- Tim Matheson vai The President